# أندري ديسياتنيكوف
أندري ديسياتنيكوف (بالروسية: Десятников, Андрей Валерьевич) مواليد 4 مايو 1994 في فلاديفوستوك، هو لاعب كرة سلة روسي. بدأ مسيرته الاحترافية في سنة 2015. يلعب مع زينيت سانت بطرسبرغ كلاعب وسط. يحمل الرقم 24. يبلغ طوله 7 قدم 3 بوصة (2.2 م). حقق المركز الثالث في الألعاب الجامعية الصيفية 2015.

## الميداليات
| الميدالية | المسابقة                      |
| --------- | ----------------------------- |
| برونزية   | الألعاب الجامعية الصيفية 2015 |

## روابط خارجية
- أندري ديسياتنيكوف على موقع الاتحاد الدولي لكرة السلة (الإنجليزية)
- أندري ديسياتنيكوف على موقع كرة السلة الأوروبية.كوم (الإنجليزية)
- أندري ديسياتنيكوف على موقع DraftExpress.com (الإنجليزية)
- أندري ديسياتنيكوف على موقع ريلجم (الإنجليزية)
- أندري ديسياتنيكوف على موقع سبورتس رفرنس (الإنجليزية)